# パブリックデザイン
パブリックデザイン (public design) とは、パブリックスペースを構成する人、もの、情報において、相互の最適な関係をデザインすること。都市のパブリックスペースには、さまざまな構成要素・パブリックエレメントがあり、多様な生活の場をつくり出している。
パブリックエレメントには、施設や橋梁、地下道（構造物）などの都市基盤を構成する対象と、街路灯、ペンチ、案内誘導するサインなど、都心活動を支援する装置がある。
これらがパブリックスペースの機能面と環境面に果たす役割に着目したトータルデザインを指す。